# Ahmed es-Sikeli
Ahmed es-Sikeli (احمدلسقيلي), známý jako Admirál Petr byl vysoký státní úředník a admirál Sicílie za vlády Viléma I. Sicilského (1154–1166).

## Život
Admirál Petr pocházel z Džerby. Byl eunuch, záhy konvertoval z islámu ke křesťanství a stal se admirálem královské flotily Sicilského království za vlády normanského krále Viléma I. 
Proslavil se zejména v průběhu znovudobývání Afriky Saracény. V roce 1159 vedl sicilskou flotilu 160 lodí proti Saracénům, kteří okupovali Baleárské ostrovy. Se stejnou flotilou se snažil osvobodit obklíčenou Mahdii, avšak odplul zpět krátce poté, co se zapojil do boje. Arabské zdroje uvádějí, že flotilu rozptýlila vichřice. Naproti tomu sicilský kronikář Hugo Falcandus tvrdí, že Petr byl křesťanem pouze podle jména a oblečení, zatímco v srdci zůstal Saracénem. Pravdou však je, že po této události Petr neupadl v nemilost, ale naopak byl povýšen, stal se komořím.
V roce 1162 se po smrti „emíra emírů“ Maia z Bari stal členem triumvirátu, který vládl Sicílii královým jménem. Dalšími členy byli Matouš z Ajella a biskup Palmer. Král Vilém I. zemřel 7. května 1166. Vilém II. Sicilský byl korunován sicilským králem, ale vzhledem k jeho nízkému věku se královna Markéta stala regentkou. Markéta vyhlásila generální amnestii a zrušila daň uvalenou na rebelující města. Její prvořadou starostí bylo obsadit uprázdněné místo po kancléři Maiovi dostatečně silnou osobností. 
Sama protežovala admirála Petra, narazila však na silný odpor šlechty. Zklamaná postojem domácích feudálů, požádala svého bratrance Rothruda, arcibiskupa v Rouenu, aby jí poslal některého ze svých francouzských příbuzných z matčiny strany, aby jí pomohl vládnout. Jeden z jejích bratranců, Gilbert z Graviny, byl již na jihu, ale spojil se se šlechtou v odporu vůči admirálu Petrovi a královně. Admirál zhodnotil situaci jako neudržitelnou, vrátil se do Tunisu i s velkou částí královského pokladu a konvertoval zpět k islámu. 